# Deni Milošević
Deni Milošević (Lieja, 9 de marzo de 1995) es un futbolista belga, nacionalizado bosnio, que juega en la posición de centrocampista para el Antalyaspor de la Superliga de Turquía.

## Selección nacional
Tras jugar con la selección de fútbol sub-16 de Bélgica, la sub-17 y la sub-18, y además con la selección de fútbol sub-21 de Bosnia y Herzegovina finalmente debutó con la selección absoluta el 23 de marzo de 2018. Lo hizo en un partido amistoso contra Bulgaria que finalizó con un resultado de 0-1 a favor del combinado bosnio tras el gol de Kenan Kodro-Maksumić.

### Goles internacionales
| # | Fecha               | Estadio                                          | Oponente | Gol | Resultado | Competición                         |
| - | ------------------- | ------------------------------------------------ | -------- | --- | --------- | ----------------------------------- |
| 1 | 23 de marzo de 2019 | Estadio Grbavica, Sarajevo, Bosnia y Herzegovina | Armenia  | 2–0 | 2–1       | Clasificación para la Eurocopa 2020 |

## Clubes
| Club                      | País    | Año       | Partidos | Goles |
| ------------------------- | ------- | --------- | -------- | ----- |
| Standard de Lieja         | Bélgica | 2014-2015 | 5        | 0     |
| Waasland-Beveren (cedido) | Bélgica | 2015-2016 | 24       | 4     |
| Konyaspor                 | Turquía | 2016-2021 | 190      | 17    |
| Antalyaspor               | Turquía | 2021-2022 | 19       | 1     |
| Sakaryaspor (cedido)      | Turquía | 2022-2023 | 21       | 1     |
| Antalyaspor               | Turquía | 2023-     | 25       | 1     |

## Palmarés

### Campeonatos nacionales
| Título               | Club      | País    | Año  |
| -------------------- | --------- | ------- | ---- |
| Copa de Turquía      | Konyaspor | Turquía | 2017 |
| Supercopa de Turquía | Konyaspor | Turquía | 2017 |